# Parisocladus stimpsoni
Parisocladus stimpsoni là một loài chân đều trong họ Sphaeromatidae. Loài này được Heller miêu tả khoa học năm 1861.